# Barão de Grajaú
Barão de Grajaú este un oraș în unitatea federativă Maranhão (MA), Brazilia.